# Cheilly-lès-Maranges

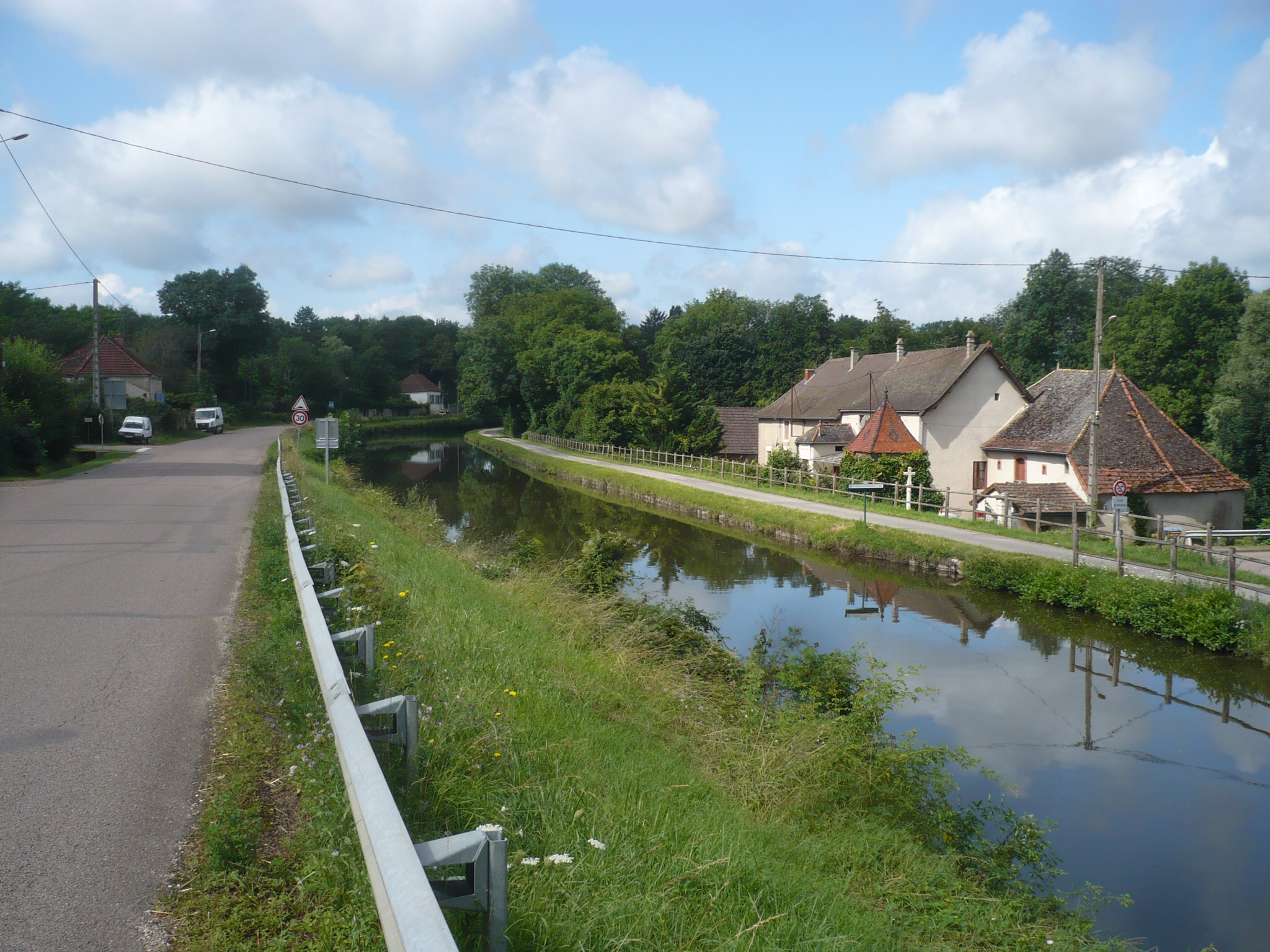
Canal du Centre in Cheilly-lès-Maranges

Cheilly-lès-Maranges ist eine französische Gemeinde mit 538 Einwohnern (Stand 1. Januar 2022) im Département Saône-et-Loire in der Region Bourgogne-Franche-Comté. Sie hat eine Fläche von 7,00 km² und liegt im Süden der Côte de Beaune auf einer Höhe zwischen 216 m und 400 m Höhe über dem Meeresspiegel. Der Ort ist ca. 18 km südwestlich von Beaune und ca. 20 km nordwestlich von Chalon-sur-Saône entfernt. Wegen seiner Weine ist Cheilly-lès-Maranges sehr bekannt. Die Bewohner werden Cheillais und Cheillaises genannt.

## Bevölkerungsentwicklung
| Cheilly-lès-Maranges: Einwohnerzahlen von 1793 bis 2016                                                                    | Cheilly-lès-Maranges: Einwohnerzahlen von 1793 bis 2016 | Cheilly-lès-Maranges: Einwohnerzahlen von 1793 bis 2016 | Cheilly-lès-Maranges: Einwohnerzahlen von 1793 bis 2016 | Cheilly-lès-Maranges: Einwohnerzahlen von 1793 bis 2016 |
| --- | ------------------------------------------------------- | ------------------------------------------------------- | ------------------------------------------------------- | ------------------------------------------------------- |
| Jahr |                                                         |                                                         |                                                         | Einwohner                                               |
| 1793 | 1793                                                    |                                                         | 654                                                     | 654                                                     |
| 1800 | 1800                                                    |                                                         | 747                                                     | 747                                                     |
| 1806 | 1806                                                    |                                                         | 666                                                     | 666                                                     |
| 1821 | 1821                                                    |                                                         | 851                                                     | 851                                                     |
| 1831 | 1831                                                    |                                                         | 915                                                     | 915                                                     |
| 1836 | 1836                                                    |                                                         | 896                                                     | 896                                                     |
| 1841 | 1841                                                    |                                                         | 870                                                     | 870                                                     |
| 1846 | 1846                                                    |                                                         | 871                                                     | 871                                                     |
| 1851 | 1851                                                    |                                                         | 898                                                     | 898                                                     |
| 1856 | 1856                                                    |                                                         | 917                                                     | 917                                                     |
| 1861 | 1861                                                    |                                                         | 990                                                     | 990                                                     |
| 1866 | 1866                                                    |                                                         | 980                                                     | 980                                                     |
| 1872 | 1872                                                    |                                                         | 948                                                     | 948                                                     |
| 1876 | 1876                                                    |                                                         | 912                                                     | 912                                                     |
| 1881 | 1881                                                    |                                                         | 964                                                     | 964                                                     |
| 1886 | 1886                                                    |                                                         | 937                                                     | 937                                                     |
| 1891 | 1891                                                    |                                                         | 879                                                     | 879                                                     |
| 1896 | 1896                                                    |                                                         | 876                                                     | 876                                                     |
| 1901 | 1901                                                    |                                                         | 897                                                     | 897                                                     |
| 1906 | 1906                                                    |                                                         | 858                                                     | 858                                                     |
| 1911 | 1911                                                    |                                                         | 770                                                     | 770                                                     |
| 1921 | 1921                                                    |                                                         | 682                                                     | 682                                                     |
| 1926 | 1926                                                    |                                                         | 604                                                     | 604                                                     |
| 1931 | 1931                                                    |                                                         | 576                                                     | 576                                                     |
| 1936 | 1936                                                    |                                                         | 543                                                     | 543                                                     |
| 1946 | 1946                                                    |                                                         | 513                                                     | 513                                                     |
| 1954 | 1954                                                    |                                                         | 464                                                     | 464                                                     |
| 1962 | 1962                                                    |                                                         | 433                                                     | 433                                                     |
| 1968 | 1968                                                    |                                                         | 417                                                     | 417                                                     |
| 1975 | 1975                                                    |                                                         | 385                                                     | 385                                                     |
| 1982 | 1982                                                    |                                                         | 367                                                     | 367                                                     |
| 1990 | 1990                                                    |                                                         | 394                                                     | 394                                                     |
| 1999 | 1999                                                    |                                                         | 439                                                     | 439                                                     |
| 2006 | 2006                                                    |                                                         | 484                                                     | 484                                                     |
| 2011 | 2011                                                    |                                                         | 510                                                     | 510                                                     |
| 2016 | 2016                                                    |                                                         | 543                                                     | 543                                                     |
| Quelle(n): EHESS/Cassini bis 1999, INSEE ab 2006 Anmerkung(en): Ab 1962 offizielle Zahlen ohne Einwohner mit Zweitwohnsitz |                                                         |                                                         |                                                         |                                                         |

## Weinbaugebiet Cheilly-lès-Maranges
Überwiegend wird Rotwein erzeugt. Die Gemeinde Cheilly-lès-Maranges teilt sich seit 1989 ihre Appellation mit den Schwestergemeinden Dezize-lès-Maranges und Sampigny-lès-Maranges. Alle drei liegen am Weinberg Les Maranges mit den Premiers Crus Fussière, Croix Moines, Crus Clos de la Boutière, Clos de la Fussière, Clos Roussots, Clos des Loyères und Clos des Rois. Der hier angebaute Pinot noir wird mit geringen Anteilen der Traubensorten Pinot Liébault und Pinot gris gekeltert. Während der Ort bis zum 23. Mai 1989 eine eigene Appellation besaß, werden die Weine heute unter der gemeinsamen Appellation Maranges Contrôllée geführt, sie können aber auch als Côte de Beaune oder Côte de Beaune-Villages vermarktet werden.

## Sehenswürdigkeiten

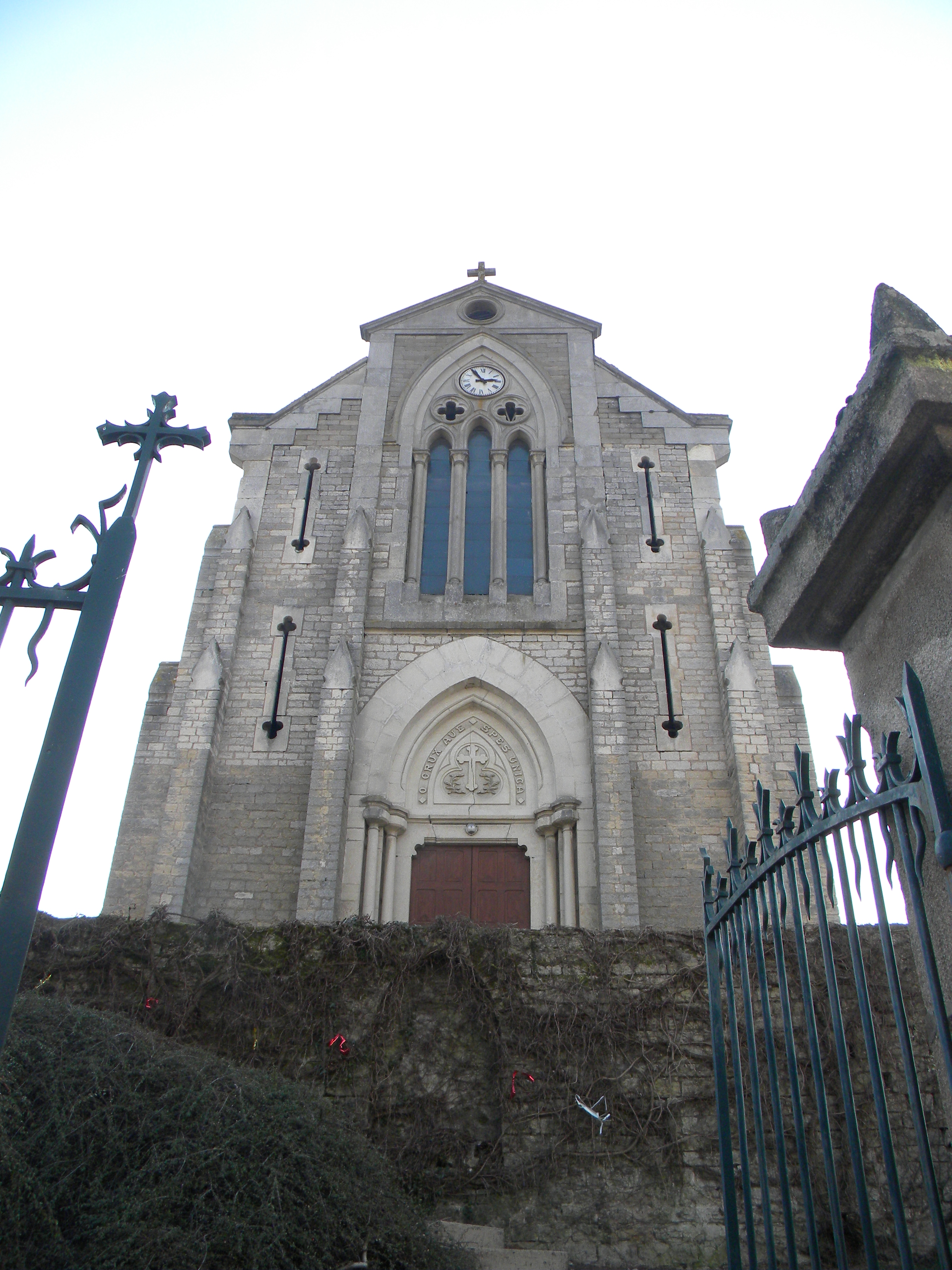
Kirche Saint-Pierre-et-Saint-Paul

- Schloss Mercey aus dem 17. Jahrhundert
- Kirche Saint-Pierre-et-Saint-Paul aus dem 19. Jahrhundert
- Waschhaus, genannt Lavoir Saint-Pierre, 1891 errichtet
- Waschhaus des Brunnens Saint-Pierre, 1880 errichtet

## Verkehr
Cheilly-lès-Marangesliegt an der Bahnstrecke Nevers–Chagny. Der Haltepunkt wird im Regionalverkehr durch TER-Züge bedient.